# Чемпионат Европы по самбо 2005
XXIV Чемпионат Европы по самбо 2005 года прошёл 16-17 апреля в Москве.

## Медалисты

### Мужчины
| Весовая категория | Золото                      | Серебро                         | Бронза                                                   |
| ----------------- | --------------------------- | ------------------------------- | -------------------------------------------------------- |
| до 52 кг          | Алексей Егоров · Россия     | Андрей Курлыпо · Беларусь       | Сергей Подоляк · Украина Костадин Табаков · Болгария     |
| до 57 кг          | Василий Алямкин · Россия    | Автандил Цинцадзе · Грузия      | Александр Морудов · Беларусь Ильхам Маммедов · Беларусь  |
| до 62 кг          | Максим Симанов · Россия     | Андрей Каштанов · Украина       | Виктор Манолаки · Молдова Максим Джамилашвили · Беларусь |
| до 68 кг          | Денис Мухин · Россия        | Георгий Георгиев · Болгария     | Хосе Мария Идальго · Испания Дмитрий Базылев · Беларусь  |
| до 74 кг          | Александр Шаров · Россия    | Виктор Лопатин · Беларусь       | Стефан Шопов · Болгария Александр Фёдоров · Эстония      |
| до 82 кг          | Алексей Харитонов · Россия  | Магомед Абдулганилов · Беларусь | Кириакос Иосифидис · Греция Заур Пашаев · Азербайджан    |
| до 90 кг          | Андрей Казусёнок · Беларусь | Рустам Русланов · Азербайджан   | Максим Неганов · Россия Миндия Бодавели · Грузия         |
| до 100 кг         | Юрий Рыбак · Беларусь       | Евгений Исаев · Россия          | Кирилл Воловик · Украина Михаил Апостолов · Болгария     |
| свыше 100 кг      | Иван Илиев · Болгария       | Артур Овасопян · Россия         | Звиад Чинчаладзе · Грузия Леонид Свирид · Беларусь       |

#### Командный зачёт
1. Россия;
2. Беларусь;
3. Болгария;
4. Украина;
5. Грузия;
6. Азербайджан;
7. Молдова;
8. Греция;
9. Испания;
10. Эстония;
11. Румыния;
12. Литва;
13. Армения;
14. Германия;
15. Франция;
16. Польша.

### Женщины
| Весовая категория | Золото                      | Серебро                      | Бронза                                                           |
| ----------------- | --------------------------- | ---------------------------- | ---------------------------------------------------------------- |
| до 48 кг          | Зинаида Борисова · Россия   | Татьяна Москвина · Беларусь  | Ирина Ерхан · Молдова Олена Кумечко · Украина                    |
| до 52 кг          | Марина Жарская · Беларусь   | Кристина Бушану · Молдова    | Татьяна Тривич · Сербия и Черногория Александра Дурнова · Россия |
| до 56 кг          | Елица Ражева · Болгария     | Анджела Паим · Беларусь      | Олена Сайко · Украина Анджела Бурбо · Литва                      |
| до 60 кг          | Арина Александрова · Россия | Татьяна Андриянец · Беларусь | Магдалена Шалек · Польша Ольга Пинчук · Украина                  |
| до 64 кг          | Дануся Зденкова · Чехия     | Анна Репида · Молдова        | Вера Коваль · Россия Надежда Покора · Украина                    |
| до 68 кг          | Ольга Усольцева · Россия    | Яна Драгун · Беларусь        | Ирина Колесник · Украина Евгения Мустяцэ · Молдова               |
| до 72 кг          | Наталья Смаль · Украина     | Наталья Павлова · Россия     | Ирина Обламская · Беларусь Наталья Одайник · Молдова             |
| до 80 кг          | Эльмира Викилова · Россия   | Вероника Татару · Молдова    | Лина Рудвалите · Литва Мария Семенюк · Украина                   |
| свыше 80 кг       | Юлия Борисик · Беларусь     | Виктория Придатко · Украина  | Виктория Кузнецова · Эстония Анастасия Компаниец · Россия        |

#### Командный зачёт
1. Россия;
2. Беларусь;
3. Украина;
4. Молдова;
5. Болгария;
6. Чехия;
7. Литва;
8. Польша;
9. Эстония;
10. Сербия и Черногория;
11. Франция;
12. Швейцария;
13. Испания;
14. Латвия;
15. Израиль.

### Боевое самбо
Результаты соревнований по боевому самбо в источнике отсутствуют.